# Jorge Pizarro
Jorge Esteban Pizarro Soto (Ovalle, 21 de abril de 1952) es un político chileno, militante del Partido Demócrata Cristiano (PDC), que presidió entre 2015 y 2016. Entre 1990 y 1998 se desempeñó como diputado por las comunas de Coquimbo, Ovalle y Río Hurtado, y desde 1998 ejerció como senador de la República por la Región de Coquimbo, tras haber sido reelegido en 2005 y 2013. Además ejerció como presidente del Parlamento Latinoamericano (Parlatino) entre 2019 y 2021, cargo que anteriormente ya ocupó entre 2006 y 2010.
También se desempeña como miembro del comité editorial del semanario Cambio 21.

## Biografía
Nació el 21 de abril de 1952, en la ciudad de Ovalle. Hijo de Luis Bernardo Pizarro Pizarro y Marta Soto García.
Está casado con Rocío del Pilar Peñafiel Salas y es padre de cinco hijos.
Realizó sus estudios secundarios en el Internado Nacional Barros Arana y universitarios en la Escuela de Gobierno y Gestión Pública de la Universidad de Chile, los cuales no terminó.
En el ámbito laboral, se desempeñó como empresario transportista.
En mayo de 2020, durante la pandemia de enfermedad por coronavirus, fue el segundo político chileno en ser confirmado con Covid-19.

## Carrera política

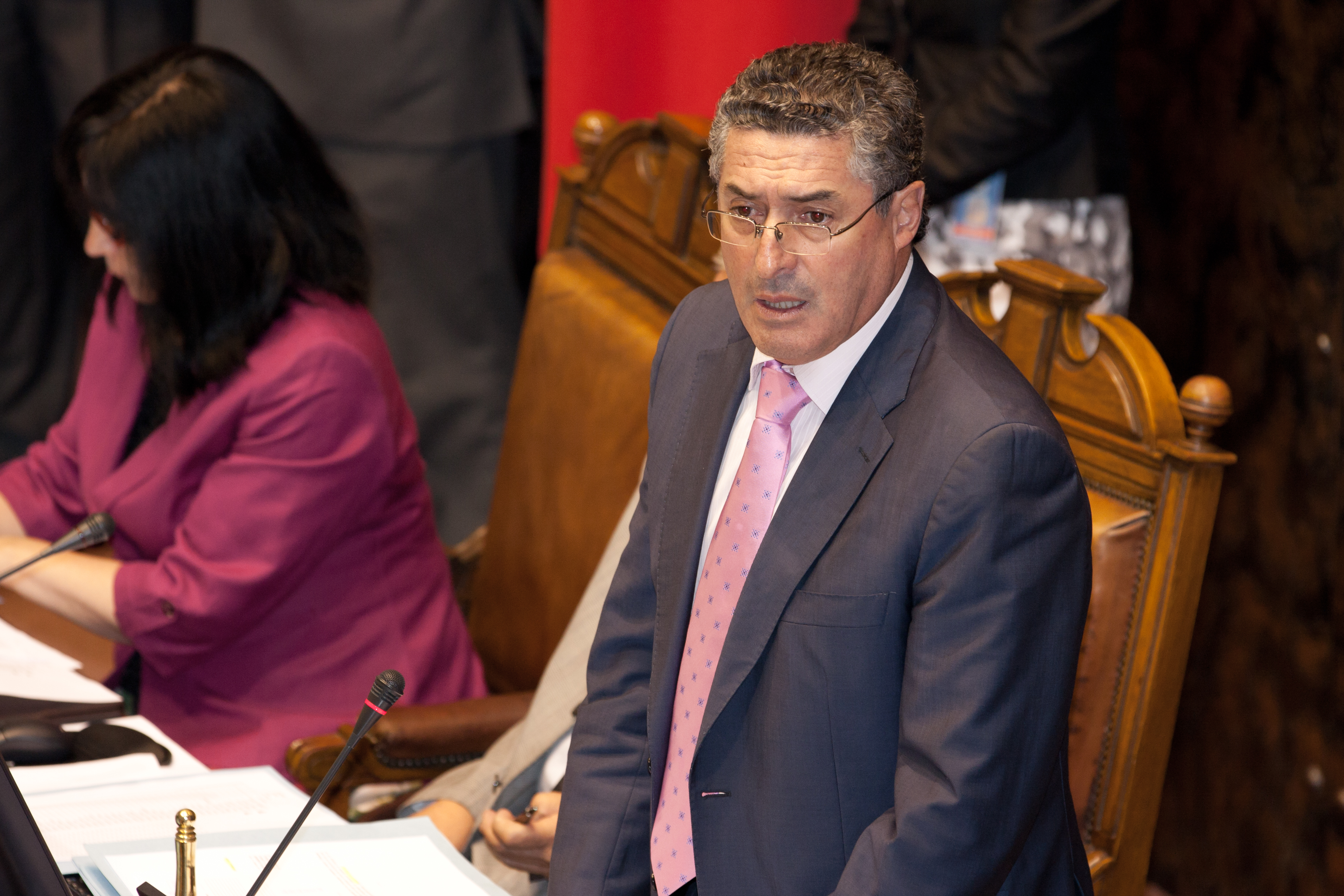
Jorge Pizarro como Presidente del Senado de Chile (2011).

Comenzó su trayectoria política en 1971 como dirigente de la Federación de Estudiantes de la Universidad de Chile (Fech), donde se mantuvo hasta 1973. El 19 de junio de 1973 fue uno de los 31 detenidos en el allanamiento realizado a la sede del Canal 6 de la Universidad de Chile luego que el gobierno indicara que las transmisiones de dicha estación eran ilegales; dicha situación generó posteriormente una acusación constitucional y la destitución del ministro del Interior, Gerardo Espinoza Carrillo.
Posteriormente, se integró a la Juventud Demócrata Cristiana (JDC) que presidió entre 1977 y 1979. Más adelante, entre 1982 y 1987, asumió como secretario general de la Unión Mundial de la Juventud Demócrata Cristiana. Luego, fue elegido consejero nacional.
En las elecciones de 1989 fue elegido diputado por el distrito N.º 8 correspondiente a las comunas de Coquimbo, Ovalle y Río Hurtado en la Región de Coquimbo para el período 1990-1994. Integró las comisiones permanentes de Relaciones Exteriores, y de Defensa Nacional. Presidió la Comisión Permanente de Integración Latinoamericana y Asuntos Interparlamentarios. Participó en las comisiones especiales de Régimen Jurídico de Aguas; y de la Dirección General de Deportes (DIGEDER).
Asimismo, formó parte de los grupos binacionales chileno - alemán, chileno -australiano, chileno - coreano y chileno – japonés. Fue jefe de la bancada de diputados Demócrata Cristianos (DC).
En diciembre de 1993, obtuvo su reelección por el mismo distrito (para el periodo legislativo 1994-1998). Integró las comisiones permanentes de Economía, Fomento y Desarrollo. Presidió la Comisión Permanente de Relaciones Exteriores, Asuntos Interparlamentarios e Integración Latinoamericana. Fue miembro de la Comisión Especial del Régimen Jurídico de Aguas. Asimismo, perteneció a los grupos interparlamentarios binacionales chileno - alemán, chileno - australiano, chileno - helénico, chileno - japonés, chileno - palestino, chileno - surcoreano y presidió el Grupo chileno - peruano. 
Entre 1994 y 1995 fue primer vicepresidente nacional de la Democracia Cristiana (DC).
En las elecciones parlamentarias de 1997, fue elegido senador por la Circunscripción Senatorial Nº 4 (Región de Coquimbo), para el periodo 1998-2006. Presidió las comisiones permanentes de Obras Públicas, y de Transportes y Telecomunicaciones. Integró las comisiones permanentes de Economía; de Defensa Nacional; de Relaciones Exteriores; de Medio Ambiente y Bienes Nacionales.
Asimismo, entre 2001 y 2002, fue jefe de la Bancada de senadores del PDC. En abril de 2001, presidió la XV Conferencia Interparlamentaria América Latina - Unión Europea celebrada en Chile.
En marzo de 2000, fue elegido secretario general del Parlamento Latinoamericano (PARLATINO), período 2000-2002. 
Entre 2003 y 2006, fue presidente regional de su partido.
En diciembre de 2005, obtuvo su reelección por la misma circunscripción, por el periodo 2006-2014. Durante este periodo integró las comisiones de Relaciones Exteriores; de Economía; de Medio Ambiente; y Especial Mixta de Presupuestos. Actualmente, integra la de Transportes y Telecomunicaciones y preside la de Régimen Interior.
En diciembre de 2006, fue elegido por unanimidad presidente del Parlamento Latinoamericano (PARLATINO), cargo que ejerció por dos años, siendo reelecto por el periodo 2008-2010.
A partir de 2007 y hasta 2009, fue copresidente de la Asamblea Parlamentaria Europa-América Latina (EUROLAT) y copresidente del Grupo de Trabajo sobre Migración.
En marzo de 2010 fue elegido presidente del Senado de Chile, por el periodo 2010 a 2011. Volvió a ejercer el cargo entre 2013 y 2014.
En las elecciones parlamentarias de noviembre de 2013, fue reelecto senador por la Circunscripción Nº 4 correspondiente a la Región de Coquimbo, por el periodo 2014-2022. Pasó a formar parte de las comisiones permanentes de Transportes y Telecomunicaciones; de Relaciones Exteriores; de Régimen Interior; y de Economía, que presidió a partir del 4 de abril de 2014. En 2015 integró las comisiones permanentes de Economía; de Relaciones Exteriores; y de Minería y Energía. 
Desde enero de 2015, es miembro de la Comisión Especial sobre Recursos Hídricos, Desertificación y Sequía.
El 29 de marzo de 2015 fue elegido Presidente Nacional del Partido Demócrata Cristiano. Renunció a dicho cargo durante la Junta Nacional del partido realizada el 2 de abril de 2016.
En otra material social, como es el ámbito deportivo, apoyó la aspiración de los hinchas de Universidad Católica de ser locales en San Carlos ante cualquier rival del fútbol chileno.
En el mes de junio de 2019, fue elegido presidente del Parlamento Latinoamericano y Caribeño (PARLATINO), por el periodo 2019-2021. 
El 17 de marzo de 2021 fue elegido Vicepresidente del Senado junto a la senadora Yasna Provoste quien asumió la presidencia.

## Controversias
En 2015, en el marco del caso SQM, el Servicio de Impuestos Internos (SII) informó que la empresa Ventus Consulting, propiedad de sus hijos Jorge, Sebastián y Benjamín Pizarro Cristi, emitió facturas a la empresa minera Soquimich por un total de 45 millones de pesos. El senador Pizarro declaró que dichas facturas fueron por asesorías «verbales». Como resultado, su hijo Jorge optó por renunciar a su cargo en el Comité de Inversiones Extranjeras (CIE), cargo al que había asumido el 12 de marzo de 2014. A comienzos de junio, se declaró admisible la querella presentada en contra de Pizarro y Claudio Eguiluz (exvicepresidente de Renovación Nacional) por cohecho. Cabe hacer presente que el senador Pizarro fue sobreseído en este proceso.
Poco después, en septiembre de 2015, momentos en los cuales la zona que él representa fue azotada por un terremoto de 8,4 grados de magnitud y posterior tsunami que cobró más vidas y daños que el mismo terremoto, solicitó permiso a contar del 17 de septiembre, un día después de la catástrofe, para salir del país. La razón de su viaje al extranjero tuvo relación con el mundial de rugby, jugado en Inglaterra.
En septiembre de 2019, encontraron vínculos de su esposa, la empresaria Rocío Peñafiel Salas, con locales de máquinas tragamonedas ilegales.

### Condecoraciones extranjeras
- Gran Cruz de la Orden de la Cruz del Sur ( Brasil, 1995).

## Historial electoral

### Elecciones parlamentarias de 1989
- Elecciones parlamentarias de 1989 a Diputado por el distrito Nº8 (Coquimbo, Ovalle y Río Hurtado)[12]

### Elecciones parlamentarias de 1993
- Elecciones parlamentarias de 1993 a Diputado por el distrito Nº8 (Coquimbo, Ovalle y Río Hurtado)[13]

### Elecciones parlamentarias de 1997
- Elecciones parlamentarias de 1997 a Senador por la Circunscripción 4 (Coquimbo)[14]

### Elecciones parlamentarias de 2005
- Elecciones parlamentarias de 2005 a Senador por la Circunscripción 4 (Coquimbo)[15]

### Elecciones parlamentarias de 2013
- Elecciones parlamentarias de 2013 a Senador por la Circunscripción 4 (Coquimbo)[16]